# Афшин Біабангард
Афшин Біабангард (перс. افشین بیابانگرد; нар. 10 червня 1987) — іранський борець греко-римського стилю, бронзовий призер чемпіонату світу, чемпіон та дворазовий срібний призер чемпіонатів Азії, бронзовий призер Азійських ігор, дворазовий володар та дворазовий бронзовий призер Кубків світу.

## Біографія
Боротьбою займається з 2000 року. Був бронзовим призером чемпіонату Азії 2006 року серед юніорів.
Виступає за борцівський клуб «Хавтетір» Тегеран.

## Спортивні результати на міжнародних змаганнях

### Виступи на Чемпіонатах світу
| Змагання                        | Збірна | Вагова категорія                 | Місце  |
| ------------------------------- | ------ | -------------------------------- | ------ |
| Чемпіонат світу з боротьби 2009 | Іран   | греко-римська боротьба, до 66 кг | 7      |
| Чемпіонат світу з боротьби 2013 | Іран   | греко-римська боротьба, до 66 кг | 8      |
| Чемпіонат світу з боротьби 2014 | Іран   | греко-римська боротьба, до 71 кг | Бронза |
| Чемпіонат світу з боротьби 2015 | Іран   | греко-римська боротьба, до 71 кг | 14     |
| Чемпіонат світу з боротьби 2016 | Іран   | греко-римська боротьба, до 71 кг | 19     |

### Виступи на Чемпіонатах Азії
| Змагання                       | Збірна | Вагова категорія                 | Місце  |
| ------------------------------ | ------ | -------------------------------- | ------ |
| Чемпіонат Азії з боротьби 2010 | Іран   | греко-римська боротьба, до 66 кг | 5      |
| Чемпіонат Азії з боротьби 2012 | Іран   | греко-римська боротьба, до 66 кг | Срібло |
| Чемпіонат Азії з боротьби 2016 | Іран   | греко-римська боротьба, до 71 кг | Золото |
| Чемпіонат Азії з боротьби 2017 | Іран   | греко-римська боротьба, до 71 кг | Срібло |

### Виступи на Азійських іграх
| Змагання           | Збірна | Вагова категорія                 | Місце  |
| ------------------ | ------ | -------------------------------- | ------ |
| Азійські ігри 2014 | Іран   | греко-римська боротьба, до 66 кг | Бронза |

### Виступи на Кубках світу
| Змагання                    | Збірна | Вагова категорія                 | Місце  |
| --------------------------- | ------ | -------------------------------- | ------ |
| Кубок світу з боротьби 2013 | Іран   | греко-римська боротьба, до 66 кг | 10     |
| Кубок світу з боротьби 2014 | Іран   | греко-римська боротьба, до 66 кг | Золото |
| Кубок світу з боротьби 2015 | Іран   | греко-римська боротьба, до 66 кг | Бронза |
| Кубок світу з боротьби 2016 | Іран   | греко-римська боротьба, до 71 кг | Золото |
| Кубок світу з боротьби 2017 | Іран   | греко-римська боротьба, до 71 кг | Бронза |

### Виступи на інших змаганнях
| Змагання                                                  | Збірна | Вагова категорія                 | Місце  |
| --------------------------------------------------------- | ------ | -------------------------------- | ------ |
| Кубок Ядегара Імама 2006                                  | Іран   | греко-римська боротьба, до 66 кг | 7      |
| Турнір Дана Колова — Николи Петрова 2007                  | Іран   | греко-римська боротьба, до 66 кг | 8      |
| Золотий Гран-прі з боротьби 2009                          | Іран   | греко-римська боротьба, до 66 кг | Срібло |
| Турнір Вехбі Емре 2010                                    | Іран   | греко-римська боротьба, до 66 кг | 5      |
| Золотий Гран-прі з боротьби 2010 (Баку)                   | Іран   | греко-римська боротьба, до 66 кг | 15     |
| Чемпіонат світу з боротьби серед студентів 2010           | Іран   | греко-римська боротьба, до 66 кг | Бронза |
| Кубок Ядегара Імама 2011                                  | Іран   | греко-римська боротьба, до 66 кг | Бронза |
| Золотий Гран-прі з боротьби 2011 (Баку)                   | Іран   | греко-римська боротьба, до 66 кг | Срібло |
| Кубок Ядегара Імама 2013                                  | Іран   | греко-римська боротьба, до 66 кг | Золото |
| Літня Універсіада 2013                                    | Іран   | греко-римська боротьба, до 66 кг | 5      |
| Кубок Ядегара Імама 2014                                  | Іран   | греко-римська боротьба, до 71 кг | 7      |
| Турнір Дана Колова — Николи Петрова 2015                  | Іран   | греко-римська боротьба, до 71 кг | Золото |
| Золотий Гран-прі з боротьби 2015                          | Іран   | греко-римська боротьба, до 71 кг | 5      |
| Клубний чемпіонат світу з боротьби 2015                   | Іран   | команда                          | Золото |
| Кубок Тахті 2016                                          | Іран   | греко-римська боротьба, до 71 кг | Золото |
| Чемпіонат світу з боротьби серед військовослужбовців 2017 | Іран   | греко-римська боротьба, до 71 кг | Бронза |
| Кубок Тахті 2018                                          | Іран   | греко-римська боротьба, до 72 кг | 5      |

### Виступи на змаганнях молодших вікових груп
| Змагання                                     | Збірна | Вагова категорія                 | Місце  |
| -------------------------------------------- | ------ | -------------------------------- | ------ |
| Чемпіонат Азії з боротьби серед юніорів 2006 | Іран   | греко-римська боротьба, до 66 кг | Бронза |